# Snow Pink
Snow Pink là EP thứ hai của nhóm nhạc nữ Hàn Quốc Apink. Nó được phát hành vào ngày 22 tháng 11 năm 2011 với ca khúc chủ đề ''My My'' được sử dụng để quảng bá

## Bối cảnh và phát hành
Snow Pink được phát hành sau 3 tháng kể từ EP debut, Seven Springs of A Pink. Nhà sản xuất chính cho EP này là Shinsadong Tiger, Super Changttai và Rado.

## Đĩa đơn
Ca khúc chủ đề của album là "My My" được sản xuất bởi Shinsadong Tiger và Rado. Hoạt động quảng bá được bắt đầu vào ngày 25 tháng 11 năm 2011, trên KBS' Music Bank. Bài hát đã đứng hạng 16 trên bảng xếp hạng trực tuyến của Gaon và Billboard's K-Pop Hot 100. Phiên bản tiếng Nhật của bài hát được đính kèm với đĩa đơn tiếng Nhật "NoNoNo", phát hành vào ngày 22 tháng 10 năm 2014.

## Danh sách bài hát
| STT              | Nhan đề                                      | Phổ lời                | Phổ nhạc                       | Thời lượng |
| ---------------- | -------------------------------------------- | ---------------------- | ------------------------------ | ---------- |
| 1.               | "He's My Baby"                               | Hyu Woo                | Hyu Woo                        | 3:10       |
| 2.               | "My My"                                      | Rado, Shinsadong Tiger | Rado, Shinsadong Tiger         | 3:56       |
| 3.               | "Yeah"                                       | Shinsadong Tiger       | Choi Kyusung, Shinsadong Tiger | 3:13       |
| 4.               | "Like a Dream" (꿈결처럼; Kkumgyeolcheoreom) | Hyu Woo                | Hyu Woo                        | 3:34       |
| 5.               | "Prince"                                     | Super Changddai        | Super Changddai                | 3:49       |
| Tổng thời lượng: | Tổng thời lượng:                             | Tổng thời lượng:       | Tổng thời lượng:               | 17:03      |

## Xếp hạng
| Bảng xếp hạng    | Vị trí cao nhất |
| ---------------- | --------------- |
| Gaon album chart | 7               |

### Doanh số và chứng nhận
| Nhà cung cấp (2011 - 2015) | Số lượng |
| -------------------------- | -------- |
| Gaon physical sales        | 25.701+  |